# Euphorbia pampeana
Euphorbia pampeana är en törelväxtart som beskrevs av Carlos Luis Spegazzini. Euphorbia pampeana ingår i släktet törlar, och familjen törelväxter. Inga underarter finns listade i Catalogue of Life.